# 余絢
余絢（1444年—？），字公素，浙江金華府蘭谿縣人，民籍，明朝政治人物。

## 生平
浙江鄉試第五十五名舉人。成化十七年（1481年）中式辛丑科會試第一百四十九名，三甲第一百四十六名進士。

## 家族
曾祖余觀一；祖父余孟信；父余存美，前母邵氏；母顧氏。慈侍下。